# Индийская жёлтая цапля
Инди́йская жёлтая ца́пля, или восточная жёлтая цапля (лат. Ardeola grayii) — птица семейства цаплевых. Видовой эпитет дан в честь британского зоолога Джона Грея (1800—1875).

## Описание
Индийская жёлтая цапля — это маленькая, коренастая цапля длиной максимум 45 см. В зимнем наряде спина тёмно-коричневого цвета, так что её легко можно перепутать с жёлтой цаплей. Но благодаря нижней стороне крыльев белого цвета в полёте она выглядит светлее. Низ тела несмотря на полосатую грудь также белый. В брачном наряде спина каштанового цвета.

## Распространение
Индийская жёлтая цапля населяет заросшие камышом водоёмы, мангры и болота южной Азии. Область распространения простирается от юга Ирана через Индию и Шри-Ланку до Бангладеш. Подвид (Ardeola grayii phillipsi) обитает также на Мальдивах. Встречается также в деревнях и на грудах мусора, питаясь там отбросами.

## Образ жизни
Индийская жёлтая цапля питается обычно мальками рыб, амфибиями и насекомыми. Она гнездится дважды в год, а именно с мая по сентябрь и с ноября по январь. При этом она гнездится в маленьких колониях, часто вместе с другими видами цапель. Гнездо представляет собой платформу из веток и камыша, куда самка откладывает от 3 до 5 зеленовато-синих яиц.

## Фото

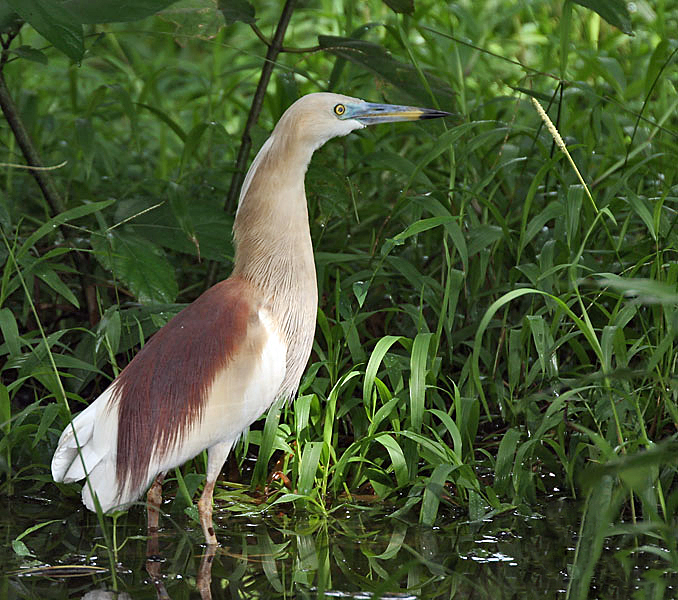
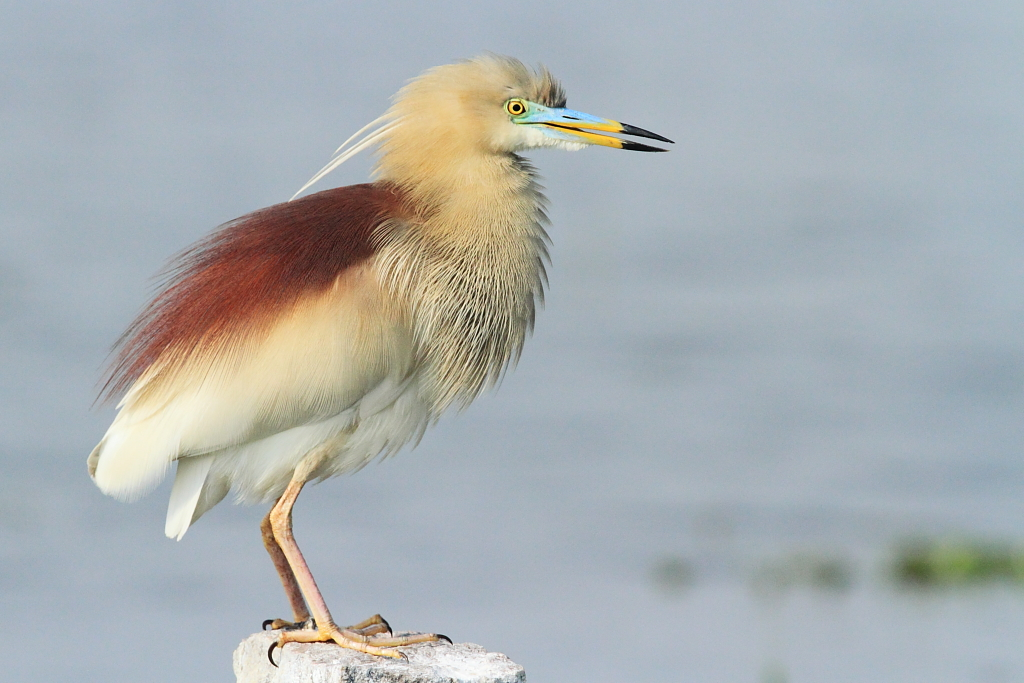
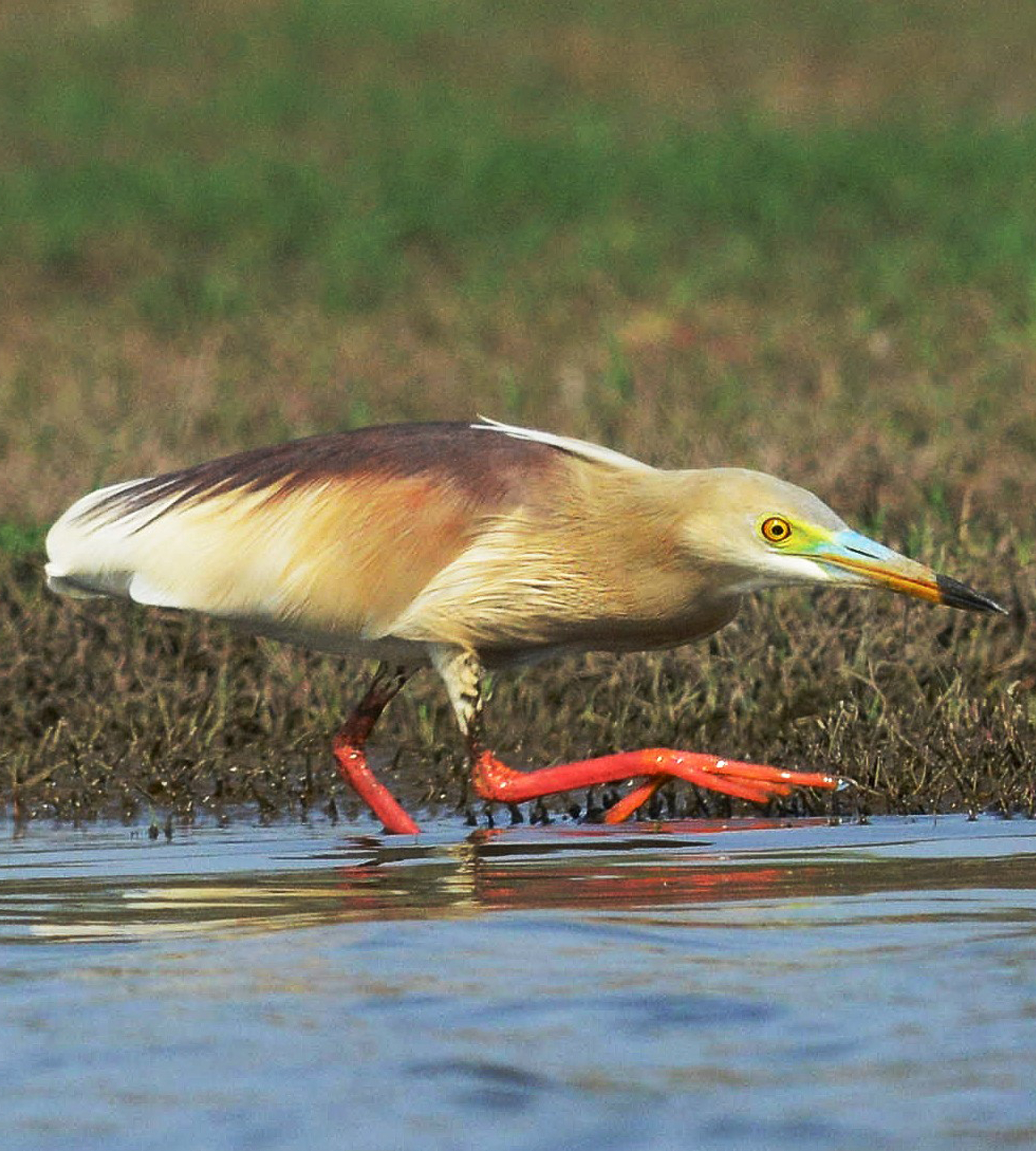
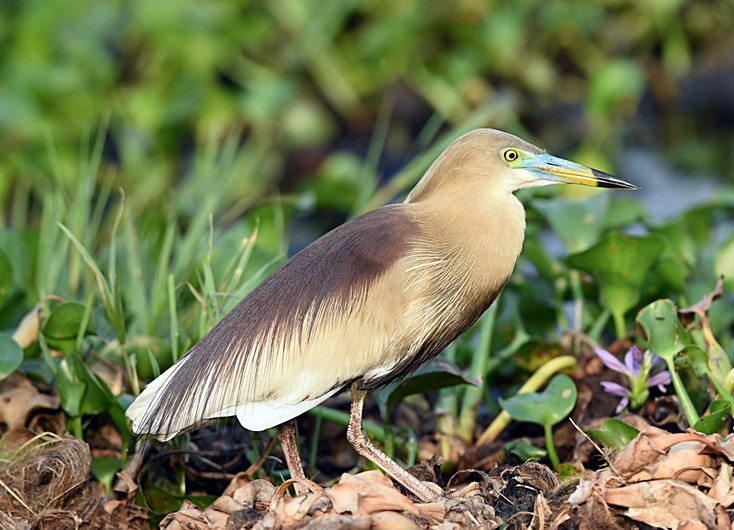
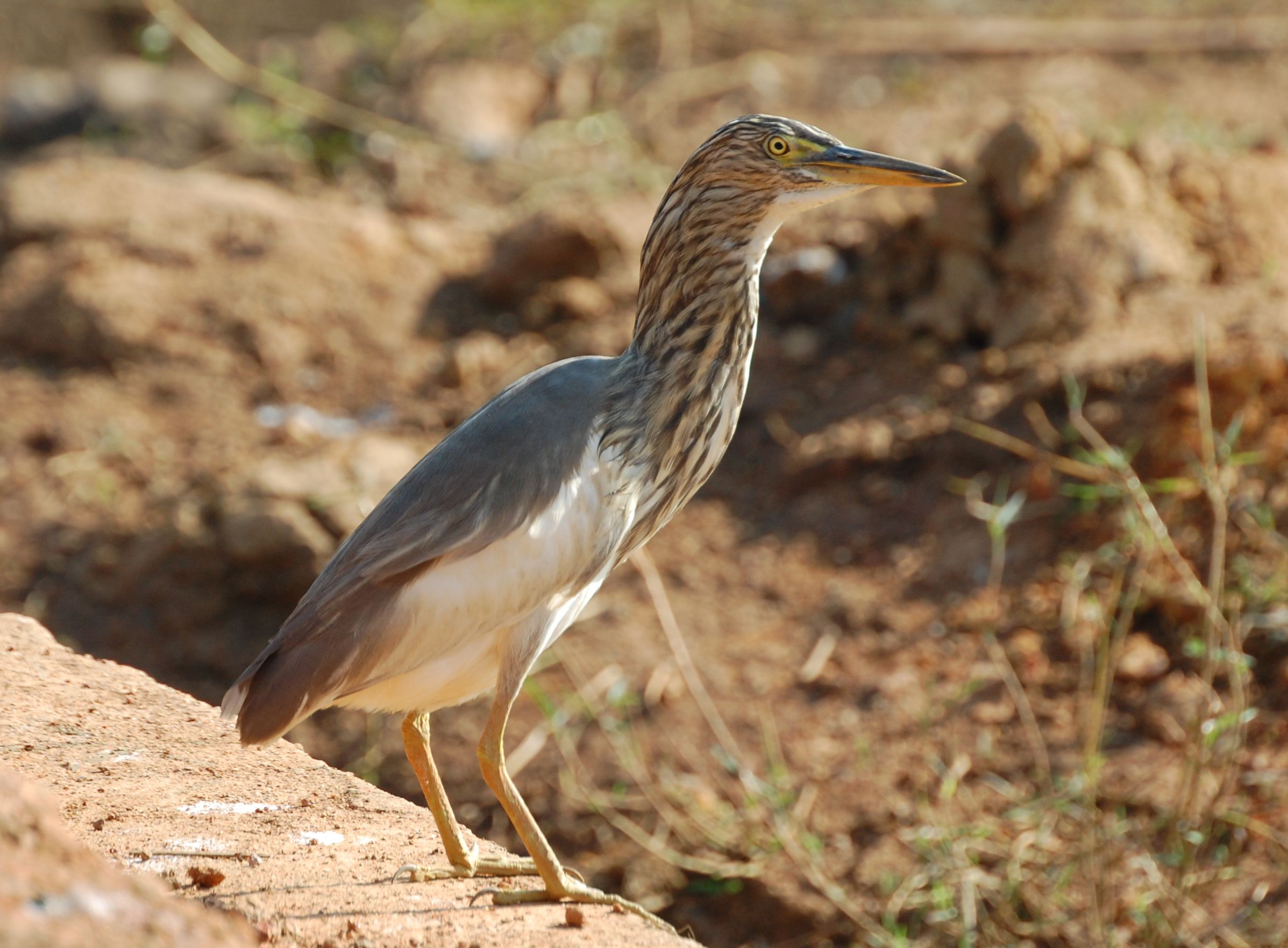
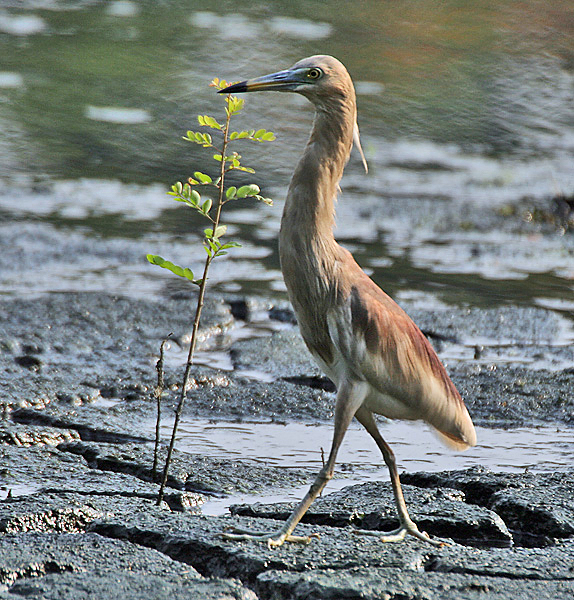
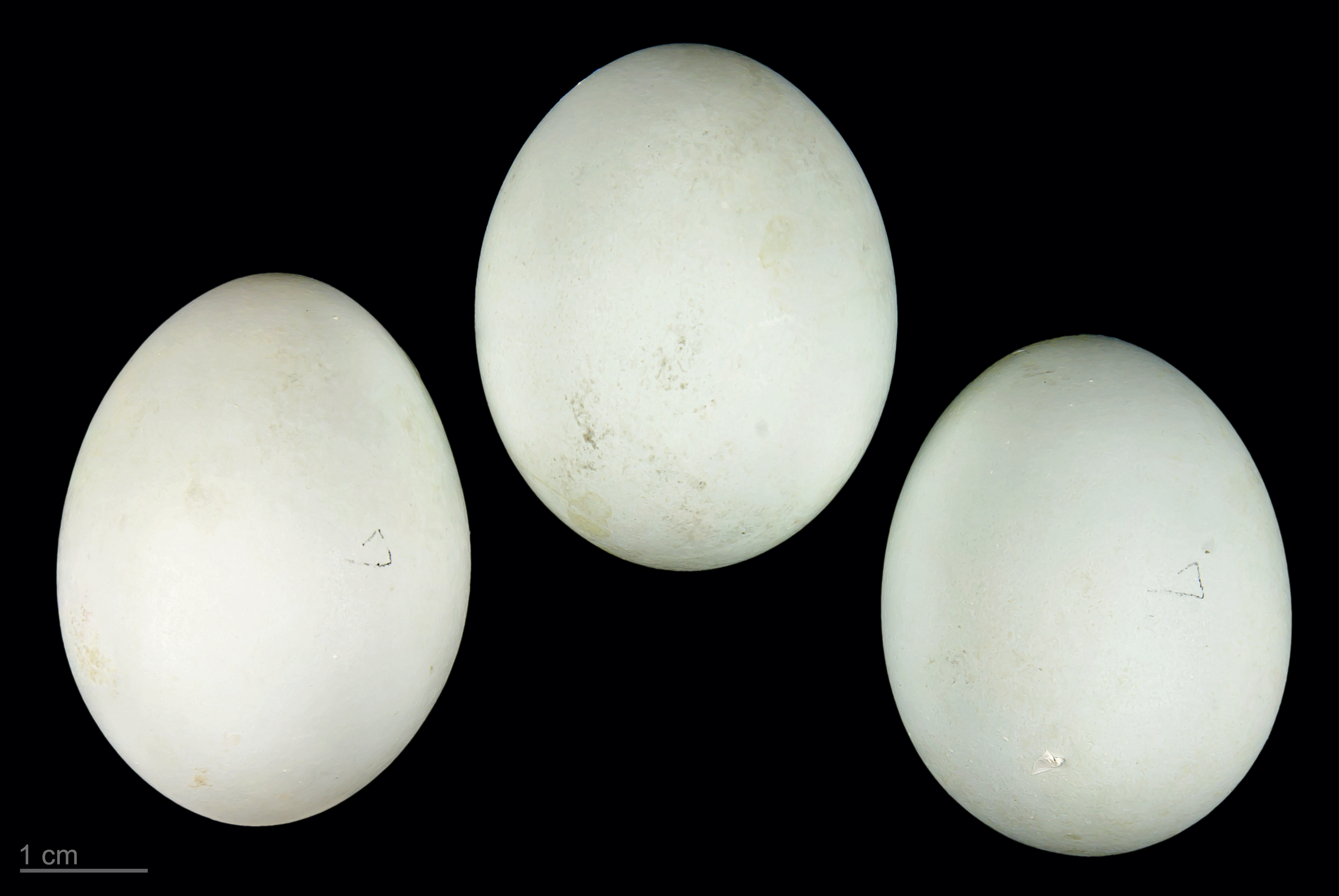
яйцо Ardeola grayii - Тулузский музей